# Samy Deluxe
Samy Deluxe, pseudonimo di Samy Sorge (Amburgo, 19 dicembre 1977), è un rapper tedesco.
È uno dei rapper tedeschi di maggior successo.

## Biografia
Samy Deluxe è cresciuto con la famiglia di sua madre, suo padre lasciò la Germania quando Samy aveva solo due anni. Visse a Barmbek con la sua famiglia per molti anni, poi si trasferirono ad Hamburg-Eppendorf, un sobborgo di Amburgo. I numerosi problemi scolastici fecero sì che Samuel trovasse un modo diverso per esprimere le proprie capacità, la musica.
Prima di lavorare nei Dynamite Deluxe fu un membro del gruppo hip hop tedesco No Nonsens. Successivamente, attorno agli anni 1996 e 1997, dopo numerose apparizioni in tutta la Germania per farsi conoscere, il suo compagno Eißfeldt degli Absolute Beginner fondò una compagnia discografica amburghese chiamata Eimsbush. Sotto questo compagnia, con cui molti artisti di Amburgo hanno collaborato, Samy realizzò un totale di 16 mixtapes. Altre sue apparizioni sono nei CD realizzati da rappers come Freundeskreis, Stieber Twins, Main Concept, Eins Zwo, Ferry MC, Das Bo e Fünf Sterne Deluxe.
Con i Fünf Sterne Deluxe, in particolare, si esibì in molti concerti. Il 7 luglio 2007 ha suonato alla German Leg of Live Earth ad Amburgo. Successivamente lavora con alcuni dei migliori artisti hip hop di Amburgo come Lllo, Headliners e Rob Easy.

## Vita privata
Sposato con una cantante soul, ha avuto un figlio e si è separato dalla moglie nel 2001.

## Stile
Samy è conosciuto per i suoi testi freestyle. Ha inizialmente scelto uno stile aggressivo, basato su un particolare uso di metafore e rime complesse. Anche per questo viene chiamato il Jay-Z tedesco.

## Discografia

### Solista
| Anno | Titolo                                     | Album Charts | Album Charts | Album Charts |
| Anno | Titolo                                     | GER          | AUT          | CH           |
| ---- | ------------------------------------------ | ------------ | ------------ | ------------ |
| 2001 | Samy Deluxe                                | 2            | 31           | 55           |
| 2004 | Verdammtnochma!                            | 2            | 10           | 9            |
| 2009 | Dis wo ich herkomm                         | 3            | 13           | 4            |
| 2011 | SchwarzWeiss                               | 1            | 9            | 2            |
| 2012 | Verschwörungstheorien mit Schönen Melodien | 43           |              |              |

### EP
- 1999 - The Classic Vinyl Files (con Tropf & DJ Dynamite)
- 2000 - Grüne Brille (con  Tropf & DJ Dynamite)
- 2001 - Weck mich auf
- 2008 - Alles bleibt anders (con  Tropf & DJ Dynamite)
- 2008 - Weiter (con  Tropf & DJ Dynamite)
- 2011 - Baus Kingski's Late Night Sessions

### Collabo Album
| Anno | Titolo                                       | Album Charts | Album Charts | Album Charts |
| Anno | Titolo                                       | GER          | AUT          | CH           |
| ---- | -------------------------------------------- | ------------ | ------------ | ------------ |
| 2000 | Deluxe Soundsystem (con Tropf & DJ Dynamite) | 4            | 40           | 84           |
| 2003 | Wer hätte das gedacht? (con Afrob)           | 5            | 34           | 24           |
| 2008 | TNT (con Tropf & DJ Dynamite)                | 5            | 24           | 7            |

### Mixtapes
| Anno | Titolo                     | Album Charts | Album Charts | Album Charts |
| Anno | Titolo                     | GER          | AUT          | CH           |
| ---- | -------------------------- | ------------ | ------------ | ------------ |
| 2003 | Exclusive Mixtape Volume 1 | -            | -            | -            |
| 2004 | Exclusive Mixtape Volume 2 | -            | -            | -            |
| 2005 | So Deluxe, So Glorious     | 88           | -            | -            |
| 2006 | The Big Baus of the Nauf   | 45           | -            | 96           |
| 2007 | Deluxe von Kopf bis Fuss   | 2            | -            | 92           |
| 2007 | Lebende Legende            | -            | -            | -            |
| 2008 | Best of Freestyles         | -            | -            | -            |
| 2009 | Der letzte Tanz            | 98           | -            | 72           |

### Sampler
| Anno | Titolo                                                       | Album Charts | Album Charts | Album Charts | Vendite |
| Anno | Titolo                                                       | GER          | AUT          | CH           | Vendite |
| ---- | ------------------------------------------------------------ | ------------ | ------------ | ------------ | ------- |
| 2005 | Deluxe Records – Let's Go! ---> Deluxe Records               | 26           | 52           | 53           |         |
| 2008 | Liebling, ich habe das Label geschrumpft ---> Deluxe Records | -            | -            | -            |         |

### Singoli
| Anno | Titolo                                                 | Singoli Charts | Singoli Charts | Singoli Charts |
| Anno | Titolo                                                 | GER            | AUT            | CH             |
| ---- | ------------------------------------------------------ | -------------- | -------------- | -------------- |
| 2000 | Ladies and Gentlemen (con Tropf & DJ Dynamite)         | 29             | -              | -              |
| 2000 | Wie Jetzt (con Tropf & DJ Dynamite)                    | 88             | -              | -              |
| 2000 | Grüne Brille (con Tropf & DJ Dynamite)                 | 38             | -              | -              |
| 2001 | Hab gehört                                             | 26             | -              | -              |
| 2001 | Weck mich auf                                          | 4              | 16             | 14             |
| 2002 | Four Fists Part II (con KC Da Rookee, Afrob & D-Flame) | 15             | -              | 82             |
| 2003 | Sneak Preview (con Afrob)                              | 12             | 48             | 46             |
| 2003 | Sag mir wo die Party ist! (con Afrob)                  | 92             | -              | -              |
| 2003 | Hey du (Nimm dir Zeit) (con Afrob)                     | 67             | -              | -              |
| 2004 | Zurück                                                 | 22             | 53             | 36             |
| 2004 | Warum (feat. Vibe)                                     | 56             | -              | -              |
| 2005 | Generation                                             | 43             | -              | -              |
| 2005 | Let´s Go                                               | 35             | 52             | 95             |
| 2008 | Dynamit! (con Tropf & DJ Dynamite)                     | 29             | -              | 87             |
| 2009 | Bis die Sonne rauskommt                                | 38             | 60             | -              |
| 2009 | Musik um durch den Tag zu kommen                       | 87             | -              | -              |
| 2011 | Poesie Album                                           | 63             | -              | -              |
| 2011 | Zurück zu wir (feat Max Herre)                         | 94             | 75             | -              |

#### Altre Pubblicazioni
- 1998: Eimsbush Style (Mister Schnabel feat. Samy Deluxe)
- 1998: Penthouse (Fünf Sterne deluxe feat. Samy Deluxe)
- 1999: Füchse (Absolute Beginner feat. Samy Deluxe) ---> Bambule (Album)
- 1999: Hymne / Das Derbste
- 1999: Malaria (con Stieber Twins & Max Herre)
- 2001: Fire (con D-Flame)
- 2001: Internetional Love
- 2004: Dip it Low (Christina Milian feat. Samy Deluxe) ---> It's About Time (Album)
- 2004: OK! (Kool Savas feat. Samy Deluxe) ---> Rapper's Delight (Album)
- 2008: Fresh (Jan Delay feat. Samy Deluxe)
- 2009: "Seniorenstatus" (Sido feat. Samy Deluxe) ---> Aggro Berlin (Album)
- 2011: "Blindman" (Mc Sadri feat. Samy Deluxe) ---> Das Ist Hip Hop (Album)
- 2011: "Zeigst ihn allen" ---> Freetrack
- 2011: "Feuer, verbrannt, Asche" ---> Freetrack
- 2013: "Neue Schritte" (Megaloh feat. Samy Deluxe) ---> Endlich Unendlich (Album)

## Riconoscimenti
Comet:
- 2001: nella categoria „Hip Hop National“

Echo:
- 2002: nella categoria „Hip-Hop/R&B National“

Europe Music Award:
- 2001: nella categoria „Best German Act“

BRAVO Otto:
- 2001: Oro nella categoriae „HipHop Nazionale“
- 2004: Bronzo nella categoria „HipHop Nazionale“
- 2005: Bronzo nella categoria „HipHop Nazionale“

Hiphop.de Award:
- 2006: nella categoria „Miglior Mixtape“ (Big Baus of the Nauf) ---> (Mixtape)
- 2010: nella categoria „beste soziale oder politische Aktion“

Jam FM Rapublik Award:
- 2007: nella categoria „Miglior Label“ ---> (Deluxe Records)